# 德拉甘·塔尔拉奇
德拉甘·塔尔拉奇（1973年5月9日—），塞尔维亚前男子篮球运动员，场上位置是中锋。他曾代表南联盟参加2000年夏季奥林匹克运动会篮球比赛，获得第六名。